# Alpenus affiniola
Alpenus affiniola là một loài bướm đêm thuộc phân họ Arctiinae, họ Erebidae.